# Tachypeza venosa
Tachypeza venosa är en tvåvingeart som först beskrevs av Stephens 1829.  Tachypeza venosa ingår i släktet Tachypeza och familjen puckeldansflugor. Inga underarter finns listade i Catalogue of Life.